# 1664 års överflödsförordning
1664 års överflödsförordning var en historisk svensk överflödsförordning, införd 30 augusti 1664.  Det tillhörde de största överflödsförordningar som infördes i Sverige. Denna förordning reglerade sedvänjorna för varje samhällsklass, och lade fokus på Guds ordning mer än ekonomiska argument. 
1664 års överflödsförordning ersatte 1644 års överflödsförordning.  Förordningen införde en rad lagar som föreskrev hur högtider som bröllop och begravningar skulle hållas och vilka kläder som fick bäras, allt utifrån samhällsklass.  Till skillnad från de senare överflödsförordningarna under 1700-talet, lades tonvikten på den religiösa vikten av att varje samhällsklass accepterade olika regler för att visa respekt för Guds ordning, som man ansåg hade skapat olika regler för olika klasser. 
1664 års överflödsförordning inleddes med föreskriften: 
”Wij Carl etc, etc. Göre witterligt, det Wij fast ogierna och medh synnerligt misshagh förspörje, huruledes Högferd, i Pracht och Prål, hoos åthskillige Ståndz-Personer, Adel och Oadel, så wäl elliest i dageligt Lefwerne, som i esynnerligen uthi Klädedrächter, sigh mehr och mehr see låter, oansedt deraff icke allena Guds dens Högstes stränge Wrede, hämbd och Straff, öfwer Landet må befruchtas, uthan ock deras egen Skada och Förderff, som således deras goda, ägendom och Förmögenheet, uthi en hoop Fåfängheeter förslöse och uthöde."
Bröllop fick inte längre vara under mer än en enda dag.  Förordningen reducerade de tillåtna gästerna på ett bröllop till enbart brudparets familjemedlemmar. Det blev förbjudet att hålla bröllopsfester i badhus, något som tidigare hade varit vanligt. 
Förordningen ville etablera ett permanent klädmode för varje samhällsklass genom att permanenta rådande sedvanlig klädedräkt för åtminstone de icke adliga samhällsklasserna och förhindra en anpassning till det föränderliga modet.  Alla samhällsklasser nedanför prästerskapet och de rikaste borgarna förbjöds bära kläder av siden och andra dyrbara material: prästerskapet och de allra mest förmögna borgerskapet tilläts bära siden, men endast i svart eller andra diskreta mörka färger, medan sidenkläder i ljusa och starka färger förbjöds för alla utom adeln. 
Förordningen ska inte ha blivit respekterad eller efterföljd i någon högre grad, något som var vanligt för överflödsförordningar.   Det var den största överflödsförordning som införts fram till 1720 års överflödsförordning